# او-۳۷۱
او-۳۷۱ (به آلمانی: U-371) یک او-بوت کریگسمارینه از نوع ۷سی بود.

## تاریخچه عملیاتی

### گشت سوم
در پی صدور فرمان پیشوا در روز ۱۷ سپتامبر سال ۱۹۴۱ مبنی بر اعزام او-بوت‌های کریگس‌مارینه به مدیترانه در جهت پشتیبانی از نیروهای ورماخت در شمال آفریقا و حمله به کشتیرانی تدارکاتی بریتانیا، او-۳۷۱ به فرماندهی ناوسروان هاینریش درایور، شب ۲۱ سپتامبر از تنگه جبل‌الطارق گذشت و با یک پیام رادیویی این گذر موفق را به اطلاع فرماندهی عالی رساند. این او-بوت چند روز بعد ۴۲ سرنشین باقیمانده از قایق اژدر افکن ایتالیایی آلباتروس را که در نزدیکی جزیره سیسیل توسط اچ‌ام‌اس آپرایت، زیردریایی بریتانیایی غرق شده بود، جمع‌آوری کرد. روز ۲۰ اکتبر در جریان یک حمله ناموفق او-۳۷۱ مورد حمله دشمن و اصابت گلوله توپ قرار گرفت و در اثر وارد آمدن خسارت به آن وادار به پایان دادن به عملیات و حرکت به سمت سالامیس در یونان شد. این او-بوت روز ۲۴ اکتبر در این جزیره پهلو گرفت.